# Пестово (Пановское сельское поселение)
Пе́стово — деревня в Палехском районе Ивановской области, России. Входит в состав Пановского сельского поселения.

## География
Расположена в северной части Палехского района, на берегу Григоровского пруда на реке Печуге, в 11,2 км к северо-востоку от Палеха (21,4 км по автодорогам).

## Население
| 1859 | 1905 | 2010 |
| ---- | ---- | ---- |
| 207  | ↘194 | ↘0   |